# 로열 아이싱

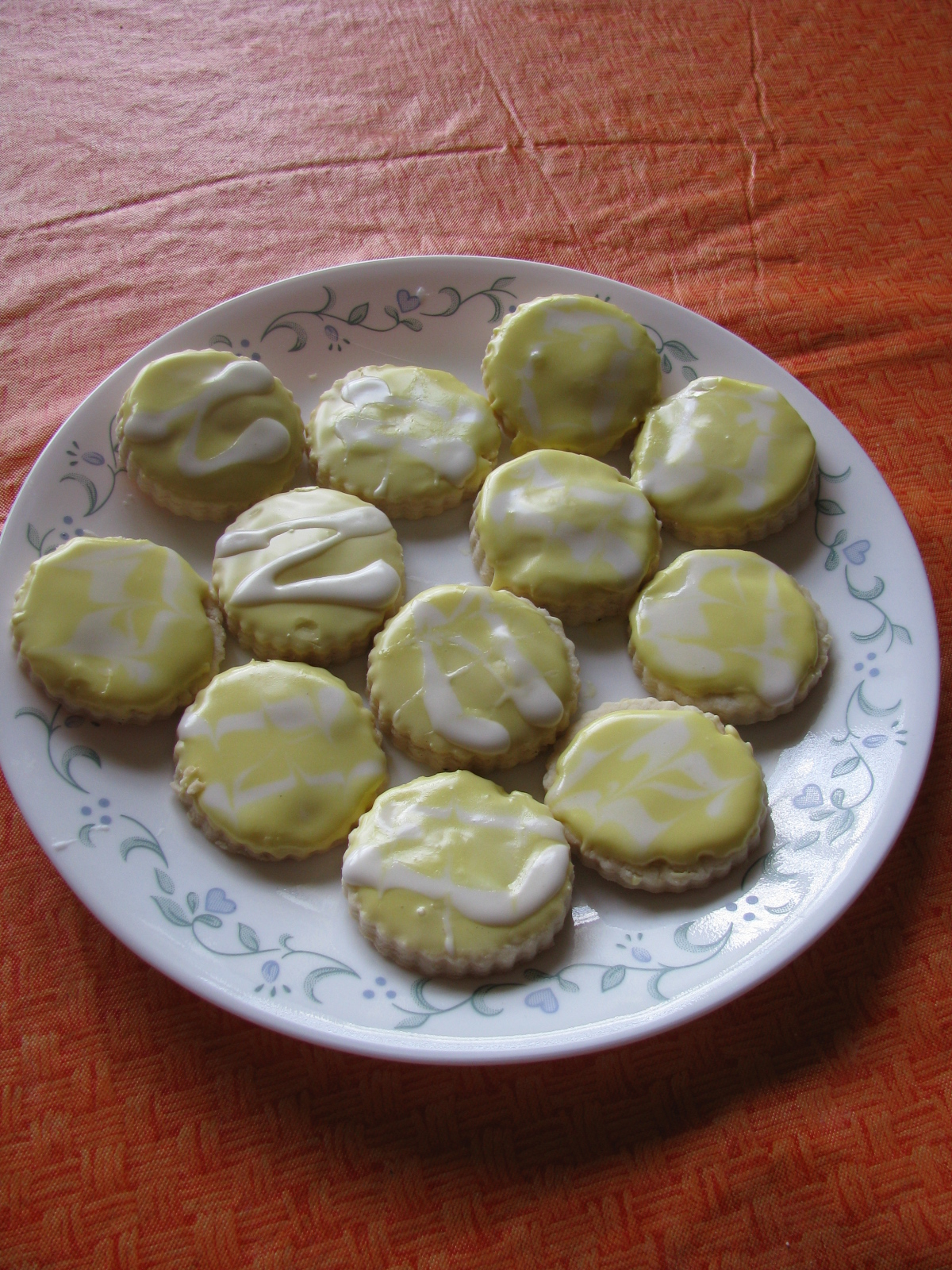

로열 아이싱(Royal icing)은 부드럽게 휘저은 달걀 흰자, 착빙 설탕(가루 설탕), 때로는 레몬이나 라임 주스로 만든 단단한 흰색 아이싱이다. 크리스마스 케이크, 웨딩 케이크, 진저브레드 집, 쿠키, 기타 다양한 케이크와 비스킷을 장식하는 데 사용된다. 매끄러운 덮개 또는 날카로운 봉우리로 사용된다. 아이싱이 너무 굳어지는 것을 방지하기 위해 글리세린을 첨가하는 경우가 많다. 케이크에 아이싱을 얹을 때 아이싱의 변색을 방지하기 위해 보통 로열 아이싱 아래에 마지팬을 사용한다.
일반적인 비율은 달걀 흰자 2개에 레몬 주스 1티스푼, 글리세린 1티스푼, 용도에 따라 설탕 약 1파운드이다.
케이크나 비스킷을 코팅하는 것 외에도 로열 아이싱은 케이크 위에 얹을 꽃, 피규어 등의 장식을 만드는데도 사용된다. 로열 아이싱은 들러붙지 않는 표면에서 굳을 수 있는 모양으로 파이프로 만들어졌다. 그런 다음 다양한 단 음식에 식용 장식 효과를 생성하도록 배열할 수 있다. 이 목적을 위해서는 글리세린을 생략해야 한다. 로열 아이싱은 설경을 만드는 데 자주 사용되지만 특히 진저브레드 집의 경우 식용 접착제로도 사용된다.

## 건강 위험
로열 아이싱은 전통적으로 생달걀 흰자로 준비되는데, 이는 살모넬라 중독을 전염시킬 가능성이 매우 적다. 머랭 가루나 바로 사용할 수 있고 저온살균하고 냉장 보관한 달걀 흰자를 사용해도 비슷한 결과를 얻을 수 있다.

## 같이 보기
- 반죽
- 흰자
- 퐁당
- 가나슈
- 아이싱